# Екатеринославка (Амурская область)
Екатериносла́вка — село в Амурской области России, административный центр Октябрьского района и входящего в его состав Екатеринославского сельсовета. Население — 9291 чел. (2021). Основано 15 октября 1894 года.

## География
Расположено на Зейско-Буреинской равнине, в 113 км к востоку от областного центра — города Благовещенска, на берегу реки Ивановки, впадающей в Зею.
Через Екатеринославку проходит Транссибирская магистраль, автотрасса Чита — Хабаровск проходит в 10 км к северо-востоку от села.

## История
В апреле 1893 года несколько семей переселенцев из различных сёл и уездов Екатеринославской губернии (именем которой и было названо село) поездом добрались до станции Курган, откуда через Томск до Сретенска ехали на лошадях. От Сретенска до Благовещенска плыли по Шилке и Амуру на плотах. От Благовещенска снова ехали на лошадях и 15 октября 1894 г. прибыли на место. Новосёлы рыли землянки и в них жили до весны. За лето появилось 30 домов.
С 1957 г. — административный центр Октябрьского района, с 1964 г. — посёлок городского типа, в 1991 г. преобразован в сельский населённый пункт.

## Население
| 1901  | 1915  | 1939  | 1959  | 1970  | 1979  | 1989  | 2002    | 2010  | 2012  |
| ----- | ----- | ----- | ----- | ----- | ----- | ----- | ------- | ----- | ----- |
| 525   | ↗1239 | ↗3686 | ↗4309 | ↗6921 | ↗8056 | ↗9197 | ↗10 584 | ↘9723 | ↘9477 |
| 2013  | 2014  | 2015  | 2016  | 2017  | 2018  | 2021  |         |       |       |
| ↗9549 | ↘9536 | ↘9478 | ↘9350 | ↗9383 | ↗9562 | ↘9291 |         |       |       |

## Инфраструктура
На территории села расположены 2 общеобразовательных школы, колледж, 4 дошкольных учреждения, центр внешкольных работ, школа искусств, Дом культуры, сельский Дом культуры «Таёжный», историко-краеведческий музей, 3 библиотеки, поликлиника, 2 фельдшерско-акушерских пункта, 4 аптеки, 66 магазинов, 2 кафе, ресторан, межрайонный военный комиссариат, 3 пекарни, пожарная часть, суд, районный отдел внутренних дел, дом ветеранов, ОАО «Октябрьский элеватор», РайПО, ГУП «Октябрьское ДУ», ООО «Теплосервис», МАТП, филиал «Амурэнергосбыт», а также железнодорожная станция Екатеринославка Забайкальской железной дороги.

## Памятники истории и культуры
- Памятник односельчанам, погибшим на фронтах Великой Отечественной войны;
- Братская могила партизан-разведчиков, погибших за власть Советов;
- Братская могила коммунистов и комсомольцев, погибших при подавлении кулацкого выступления.